# 厚東川大橋
厚東川大橋（ことうがわおおはし）は、山口県宇部市藤曲と同市妻崎開作の間の厚東川に架かる国道190号の道路橋の名称、およびこの橋梁を含む区間のバイパス道路。バイパス道路の区間は、地元では厚東川バイパスあるいは藤曲バイパスと呼ばれることもある。

## 概要
1935年（昭和10年）に竣工した旧・厚東川大橋は老朽化が著しく幅員の狭い2車線道路であったために、増加する交通量に対応できず慢性的な渋滞が発生していた。また、宇部市藤曲地区の旧国道190号の沿線は市街化が進展し、現道の拡幅には多大な費用を要することが予想された。
この解消策として、藤曲地区の市街地の南部を迂回するバイパス建設および厚東川大橋の架け替え、東割交差点の立体交差化が行われた。
1966年（昭和41年）に現在の厚東川大橋のうち下り方面の部分とバイパス部分が開通。厚東川大橋は新旧それぞれ2車線の一方通行道路となった。バイパス部分は中央分離帯の無い4車線道路であり、将来は6車線への拡幅が可能な構造となっていたが、上り線の外側の用地は現在歩道に転用されている。
その後厚東川大橋新橋の拡幅と旧橋の撤去工事が行われ、厚東川大橋部分は片側3車線に拡幅された。

### 路線データ
- 起点 : 山口県宇部市藤曲（国道190号現道と接続）
- 終点 : 山口県宇部市妻崎開作（国道190号現道と接続）
- 延長 : 1.0 km
- 規格 : 第3種第1級
- 設計速度 : 80 km/h
- 幅員 : 28.85 m
- 車線幅員 : 3.5 m
- 車線数 : 6車線

## 歴史
- 1908年（明治41年）：厚東川の上流側に「琴川橋」が開通。当時はこの橋が厚東川最南端の道路橋であった。
- 1935年（昭和10年）：旧橋が開通。
- 1966年（昭和41年）3月7日：現在の厚東川大橋のうち下り方面の部分、およびバイパス区間が開通。
- 2003年（平成15年）12月15日：東割交差点の立体交差が完成。

## 地理

### 通過する自治体
- 山口県
  - 宇部市

### 自然
- 厚東川

### 交差する道路
- 上側が起点側、下側が終点側。左側が上り側、右側が下り側。
- 交差する道路の特記が無いものは市道。

| 交差する道路                     | 交差する道路                  | 交差する場所 | 交差する場所 | 岡屋から (km) |
| -------------------------------- | ----------------------------- | ------------ | ------------ | ------------- |
| 宇部市都市計画道路柳ヶ瀬丸河内線 |                               |              |              |               |
| 宇部市道（旧・国道190号線）      | 国道190号 山口・小郡方面      | 宇部市       | 藤山         | 24.1          |
| 厚東川大橋                       | 厚東川大橋                    | 宇部市       |              | 25.2          |
| 山口県道29号宇部船木線           |                               | 宇部市       | 東割         | 25.8          |
|                                  | 山口県道354号妻崎開作小野田線 | 宇部市       |              | 26.1          |
| 国道190号 山陽小野田・下関方面   |                               |              |              |               |

### 沿線の主な施設
- 宇部フロンティア大学
- 宇部フロンティア大学付属中学校・香川高等学校
- 宇部市立藤山中学校
- 宇部市中央卸売市場
- 厚南セントヒル病院